# Xanthorhoe moderata
Xanthorhoe moderata là một loài bướm đêm trong họ Geometridae.